# Dominik Srienc
Dominik Srienc, koroškoslovenski pesnik, pisatelj, prevajalec in literarni raziskovalec * 1984, Potok pri Bilčovsu, Avstrija.

## Življenje in delo
Srienc je maturiral na ZG/ZRG za Slovence v Celovcu, po maturi pa se je preselil na Dunaj, kjer je študiral nemško filologijo in slavistiko. Med študijem je bil na izmenjavi v Santiagu de Compostella in v češkem Olomoucu. Zelo dejaven je bil v Klubu slovenskih študentk in študentov na Dunaju, kjer je mdr. upravljal klubsko knjižnico. Diplomiral je z nalogo o Petru Handkeju. Po končanem študiju je dve leti delal kot lektor nemškega jezika v Kirgiziji in Armeniji, nato se je zaposlil v literarnem arhivu avstrijske narodne knjižnice na Dunaju. Leta 2015 se je preselil v Celovec, kjer naj bi prevzel vodstvo založbe Drava, vendar so se njune poti po kratkem času spet razšle. Od marca 2016 sodeluje pri znanstvenem projektu Dvojezična literarna praksa na Koroškem po letu 1991. Poleg tega se je avgusta 2016 zaposlil na Inštitutu Roberta Musila Univerze v Celovcu, kjer dela kot višji raziskovalec.
Piše dvojezično poezijo v slovenščini in nemščini. Že med študijem je svojo poezijo bral skupaj z Marijo Nagrobnigg na različnih nastopih na Dunaju in v Gradcu. Leta 2014 je izšla njegova prva pesniška zbirka Tu je konec - Hier ist Schluss (COBISS). Z Georgom Tkalcem sestavlja literarno-glasbeni duo Poetronic. Prvič sta nastopila marca 2016 na festivalu Kontaktna leča/Kontaktlinse v Celovcu. Poezije ne le piše, ampak jo tudi prevaja: Leta 2014 je izšel njegov prvi prevod, in sicer pesniška zbirka Esada Babačića Molitev metulja / Gebet des Schmetterlings. (COBISS)
Poleg poezije piše tudi prozo, dramska besedila in radijske igre. Za letni koncert Koroškega deželnega mladinskega zbora leta 2016 je napisal besedilo za večjezično skladbo Luft - Air - Zrak. Z Eleno Messner je napisal scenarij za dvojezično gledališko predstavo Jez - Der Damm, ki je bila prvič uprizorjena 3. maja 2015 v Koncertni hiši v Celovcu. Iz njunega sodelovanja je prav tako nastal libreto za večjezično opero SI, SI FA!, ki je svojo praizvedbo doživela spomladi leta 2017.